# ラボードカメレオン
ラボードカメレオン（学名：Furcifer labordi）は、カメレオン科フサエカメレオン属に分類されるトカゲ。

## 分布
マダガスカル南西部固有種

## 形態
全長オス23-31センチメートル、メス15-25センチメートル。頭胴長オス12-15センチメートル、メス7-12センチメートル。
オスは吻端に扁平な1本の角が入り、後頭部の突起（冠突起、カスク）が発達する。また背面の正中線に沿って36本以上の刺状鱗が発達し鬣状に並ぶ（背稜、クレスト）。オスの体色は緑色で、白い縦縞と緑褐色や暗緑色の横縞が入る。メスの体色は緑色や黄緑色、青紫色。頸部側面に赤い斑点、背面の正中線に沿ってオレンジ色の斑紋が入る。

## 生態
乾燥した疎林に生息する。樹上棲。
食性は動物食で、昆虫などを食べる。

## 人間との関係
分布が限定的で、開発による生息地の破壊などによる生息数の減少が懸念されている。